# Keur Samba Guèye
Keur Samba Guèye ist eine Gemeinde (commune) im Département Foundiougne der Region Fatick, gelegen im zentralen Westen Senegals. Sie besteht aus dem namensgebenden Hauptort (chef-lieu) sowie weiteren Dörfern (villages) und Weilern (hameaux).

## Geographische Lage
Die Gemeinde Keur Samba Guèye liegt im Süden des Départements entlang der Grenze zu Gambia und gehört zum Erdnussbecken Senegals. Der Hauptort Keur Samba Guèye liegt 54 Kilometer südlich der Départementspräfektur Foundiougne und 167 Kilometer südöstlich der Hauptstadt Dakar. Das Gemeindegebiet hat eine Fläche von 247,70 km². Benachbarte Kommunen sind im Uhrzeigersinn Toubacouta im Westen, Nioro Alassane Tall im Norden, Keur Saloum Diané im Nordosten und im Süden als Grenzstadt zu Gambia Karang Poste.

## Geschichte
Das Dorf Keur Samba Guèye war seit 1972 Hauptort einer Landgemeinde (communauté rurale). Im Jahr 2008 wurde Karang Poste, einer der wichtigsten Grenzübergänge von Senegal nach Gambia, per Dekret aus der Landgemeinde ausgegliedert und erhielt den Status einer städtischen Gemeinde (commune). Keur Samba Guèye erhielt 2014, wie in Senegal alle communautés rurales, den landesweit einheitlichen Status einer Gemeinde (commune).

## Bevölkerung
Die letzten Volkszählungen ergaben jeweils folgende Einwohnerzahlen:
| Jahr | Einwohner |
| ---- | --------- |
| 1988 | 16.300    |
| 2002 | 25.163    |
| 2013 | 23.523    |
| 2023 | 36.418    |

Nach dem Zensus 1988 umfasste die Landgemeinde Keur Samba Guèye 40 Dörfer. Der Hauptort Keur Samba Guèye hatte damals 874 Einwohner und lag damit nach Einwohnerzahl in der Landgemeinde an vierter Stelle nach den Dörfern Karang Soce (1023 Einwohner), Keur Ousseynou Dieng (1009 Einwohner)  und Keur Seni Guèye (945 Einwohner).

## Verkehr
Keur Samba Guèye liegt abseits des Netzes der Nationalstraßen. Von der N 5 aus ist der Hauptort über zwei Schotterpisten erreichbar. Eine ist zehn Kilometer lang und verbindet ihn nach Nordwesten mit Toubacouta und eine ist neun Kilometer lang und führt nach Karang Poste im Südwesten.